# О’Брайан, Эдвард (боевик ИРА)
Эдвард О'Брайан (англ. Edward O'Brien; 18 сентября 1974, Гори, графство Уэксфорд, Республика Ирландия — 18 февраля 1996, Лондон) — волонтёр Ирландской республиканской армии («временного» крыла), погибший в результате преждевременного срабатывания самодельной бомбы в лондонском автобусе.

## Биография

### Ранние годы
О'Брайан родился и вырос в городе Гори в ирландском графстве Уэксфорд, жил с родителями и двумя сиблингами. Посещал местную школу и был активным спортсменом: игроком команды «Сент-Энда» по гэльскому футболу и хёрлингу, игроком футбольного клуба «Гори Рейнджерс», а также талантливым боксёром. Работал в булочной.

### Служба в рядах ИРА
О'Брайан вступил в 1992 году во «временное» крыло Ирландской республиканской армии. В книге памяти ирландского республиканского движения характеризовался как умный юноша с сильной волей, относившийся со всей серьёзностью к деятельности, но при этом недовольный тем, что играл вторичную роль в движении. После переезда в Англию О'Брайан был зачислен в отряд активной службы ИРА. Согласно представленным много позже данным, О'Брайан сотрудничал с ячейками ИРА в Великобритании с августа 1994 года, собирая информацию о возможных мишенях и помогая изготавливать самодельные бомбы — всё это происходило в течение 17 месяцев перемирия.

### Смерть
18 февраля 1996 О'Брайан проносил самодельное взрывное устройство и решил сесть на один из автобусов в Олдвиче, в центральном Лондоне. Когда он пытался зайти в 171-й автобус, внезапно прогремел взрыв. Бомба мощностью в 2 кг взрывчатки «семтекс» взорвалась, когда О'Брайан стоял у лестницы, ведшей на второй этаж автобуса. Согласно заключениям судмедэкспертов, ирландец погиб мгновенно — взрывом ему оторвало обе ноги. Ещё два пассажира и водитель в результате взрыва были ранены, причём водитель временно оглох.
Полиция провела обыск в лондонском доме, где проживал О'Брайан, и обнаружила у него на квартире 15 кг взрывчатки «семтекс», 20 часовых механизмов, 4 детонатора, пистолет Walther P38 с патронами и зажигательную бомбу. Позднее следствие установило, что О'Брайан был причастен к установке бомбы в лондонской телефонной будке, осуществлённой 15 февраля, однако взрывное устройство полиции удалось обезвредить. Ещё до этого, 9 февраля прогремел взрыв в Доклендсе, унёсший жизни двух человек. О'Брайан стал первым волонтёром ИРА, погибшим после событий в Доклендсе, что послужило сигналом повстанцам к прекращению мирных переговоров с британскими властями.
О'Брайан был похоронен на кладбище Святого Михаила в родном Гори.